# Österreichisches Institut für Menschenrechte

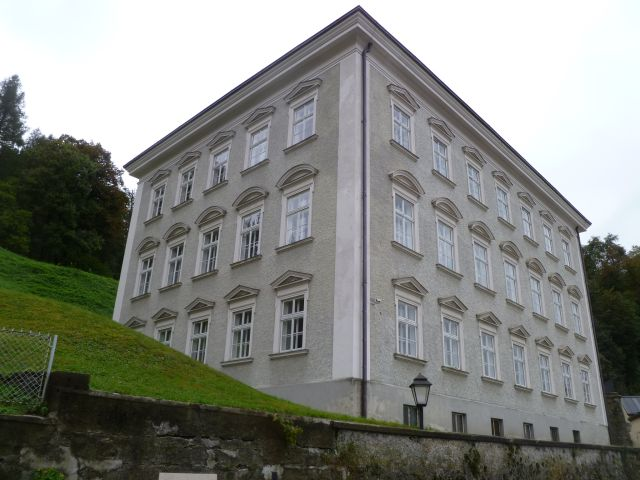
Edith-Stein Haus mit Büros des ÖIM

Das Österreichische Institut für Menschenrechte (ÖIM) ist eine wissenschaftliche Einrichtung mit Sitz in Salzburg. Es versteht sich als Kompetenzzentrum für den Schutz der Grund- und Menschenrechte in Österreich und Europa. Seit dem 1. Januar 2014 ist es ein An-Institut der Paris Lodron Universität Salzburg.

## Geschichte
Das ÖIM besteht seit 1987. Es ist aus dem 1961 von Thomas Michels gegründeten Internationalen Forschungszentrum (IFZ) hervorgegangen und hat zusammen mit dem Österreichischen Institut für Europäische Rechtspolitik seinen Sitz im Edith-Stein-Haus auf dem Mönchsberg. Zur Zeit seiner Gründung war es das erste Menschenrechtsinstitut in Österreich und im deutschen Sprachraum. Seine Gründung geht auf eine Empfehlung des Ministerkomitees des Europarates zurück, in welcher den Mitgliedstaaten die Errichtung nationaler Menschenrechtszentren nahegelegt wurde.
Die ersten Vorarbeiten wurden vom Salzburger Völkerrechtslehrer Herbert Miehsler (1934–1986) geleistet. Nach dessen Tod am 1. Juli 1986 wurden sie von Franz Matscher fortgeführt. Um die Gründung des Instituts verdient gemacht haben sich der damalige Landeshauptmann von Salzburg, Wilfried Haslauer, sowie der damalige Bundesminister für Wissenschaft und Forschung, Hans Tuppy.
Besondere Förderung erfährt das Institut auch durch die Peter Kaiser-Stiftung (Vaduz) und deren Präsidenten Senator Herbert Batliner und durch die Hermann und Marianne Straniak-Stiftung (Sarnen/Schweiz) und deren Präsidenten Rechtsanwalt Herwig Liebscher (Salzburg).

## Struktur
Das Institut wird von einem gemeinnützigen Verein getragen, dessen ordentliche Mitglieder die Republik Österreich, das Land Salzburg und das Katholische Hochschulwerk sind.
Den Vorstand bilden die Bundesministerin für Wissenschaft und Forschung, die Landeshauptfrau von Salzburg und der Präsident des Katholischen Hochschulwerkes, je ein weiterer von diesen entsandter Vertreter, ferner der Präsident des Internationalen Forschungszentrums für soziale und ethische Fragen und der Direktor des Instituts für Menschenrechte. Ein Wissenschaftlicher Beirat ist beigeordnet.

## Aufgaben und Ziele
Es versteht sich als Kompetenzzentrum für den Menschenrechtsschutz, insbesondere im Rahmen der Europäischen Menschenrechtskonvention (EMRK) und der Vereinten Nationen und sieht seine Aufgabe insbesondere in Folgendem:
- Verbreitung des Menschenrechtsgedankens im Allgemeinen

- Dokumentation der Rechtsprechung europäischer, internationaler und österreichischer Gerichte und Tribunale zu den Grund- und Menschenrechten
- Dokumentation der einschlägigen Literatur
- Informationsstelle für Gerichte, Behörden, Rechtsanwälte, Studierende, Privatpersonen etc.
- Beratung von Personen, die sich mit einer Beschwerde an eine internationale Instanz – insbesondere den Europäischen Gerichtshof für Menschenrechte in Straßburg – wenden wollen

- Informationsstelle für Menschenrechtsveranstaltungen und -kurse innerhalb und außerhalb Österreichs

## Aktivitäten
Das ÖIM erfüllt seine Aufgaben insbesondere durch die Veranstaltung von Vorträgen, Tagungen, Seminaren und Workshops zu verschiedenen Themen im Bereich der Grund- und Menschenrechte. Dieses Angebot richtet sich einerseits an die Fachwelt wie Rechtsanwälte, Richter, Mitarbeiter von Behörden, Vertreter von Beratungsstellen und NGOs sowie Wissenschaftler, andererseits an die breitere Öffentlichkeit.
In verschiedenen Publikationen werden die Forschungen der Mitarbeiter des Instituts veröffentlicht und die Ergebnisse von Tagungen der Fachwelt zugänglich gemacht. Neben zwei Schriftenreihen ("Menschenrechte konkret", "Schriften des Österreichischen Instituts für Menschenrechte") gibt das Institut eine eigene Zeitschrift heraus ("Newsletter Menschenrechte NLMR"), in der die aktuelle Judikatur zu den Menschenrechten behandelt wird.